# Quis separabit?
Quis separabit? (Latim: Quem [nos] separará?) é o lema da Ordem de São Patrício e dos Rifles Reais de Ulster. Também aparece no Brasão de armas da Irlanda do Norte.
É também o lema da Associação de Defesa do Ulster, um grupo paramilitar Lealista proscrito na Irlanda do Norte. A fonte é a tradução Vulgata de Romanos, 8:35: "Quis nos separabit a caritate Christi..." traduzida como "Quem poderá nos separar do amor de Cristo?".

## 
1. ↑  cam.ac.uk
2. ↑  «regiments.org». Consultado em 22 de outubro de 2007. Arquivado do original em 23 de janeiro de 2008
3. ↑  Guarda